# Малая Кутьма
Малая Кутьма — деревня в Болховском районе Орловской области. Входит в состав Бориловского сельского поселения.
Расположена на реке Снытка в 2,5-3 км к востоку от села Борилово, в 7 км к югу от Болхова и в 45 км к северу от Орла.
Имеется тупиковая подъездная дорога от села Борилово.